# 一休宗纯
一休宗纯（日语：／ Ikkyūsōjun，1394年2月1日—1481年12月12日），日本後小松天皇私生子 （页面存档备份，存于），幼年出家，是室町时代禅宗临济宗的著名奇僧，也是著名的诗人、书法家和画家。法名宗纯，又作宗順，號一休，乳名千菊丸，訓名周建，齋名瞎驴庵、梦闺，别号狂云子、瞎驴庵主人、小清國等。通称一休宗纯，簡稱一休。

## 身世
一休的父亲是日本南北朝时期北朝的后小松天皇，母亲是藤原顯純的女儿藤侍從，一说是日野中納言的女儿伊羽局。当时的日本在幕府将军足利義滿的统治下，结束了长达六十多年的南北对峙的局面，政权中心从镰仓转移到京都，史称室町时代。
由于一休的母亲是被击败的南朝权臣藤原氏人，足利义满逼迫后小松天皇将其逐出宫廷。足利义满令一休从小就在京都安國寺出家，以免有后代。一休从未受过皇子的待遇，也从未以皇子自居。其父亲在位期间曾数次召其入宫。

## 经历

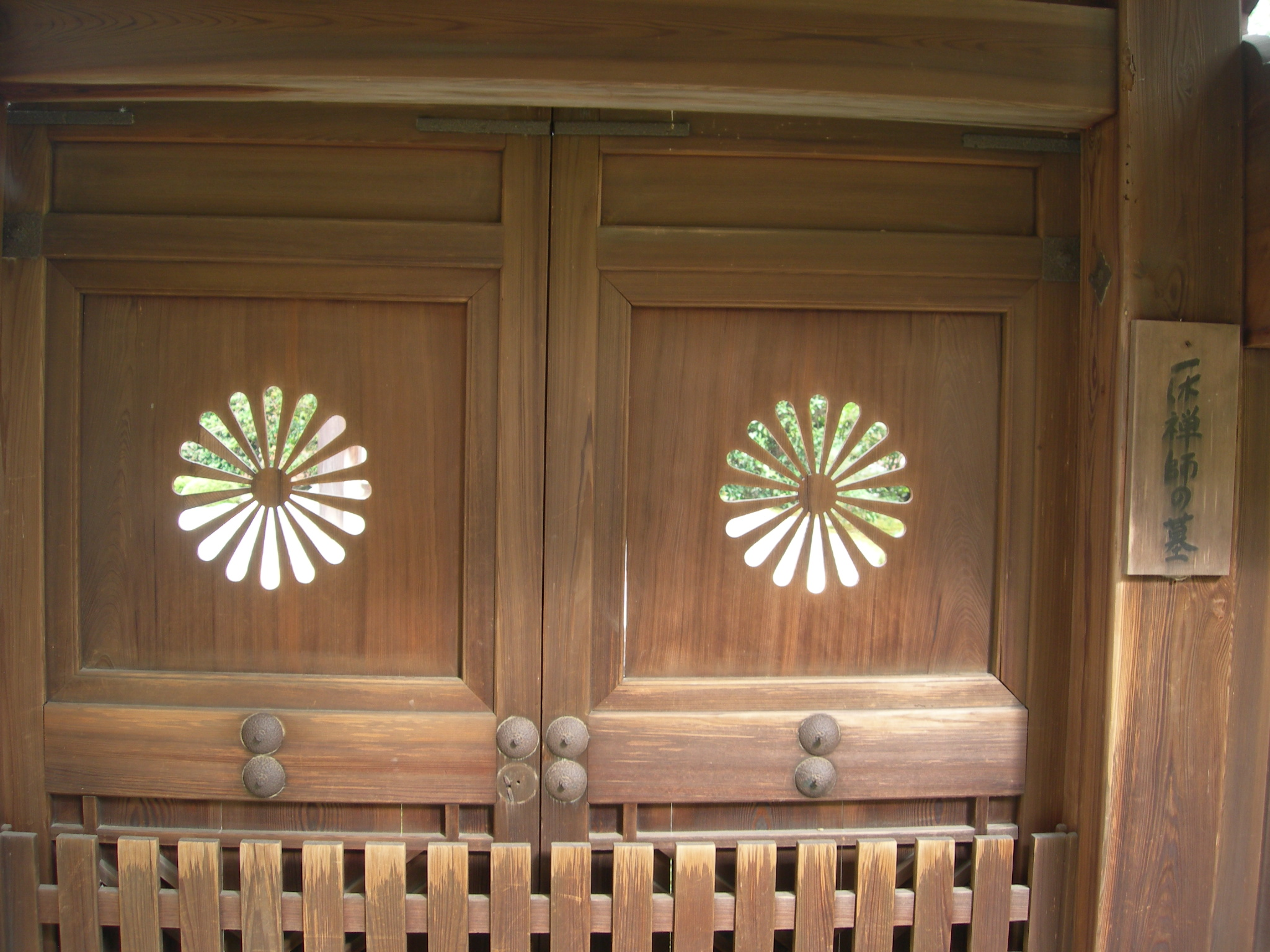
一休宗纯的墓地（京都府）

一休少时在安国寺出家，訓名「周建」，又在京都其他几座寺院学习。
1410年（應永十七年），17岁的一休师从西金寺的谦翁。谦翁给他起了法名“宗纯”。
1414年，谦翁圓寂，一休悲痛不已，自杀未遂，後投入禪門大德寺高僧华叟宗云门下。在大德寺期间，一休在船上听到乌鸦叫声而悟道。
1419年，一休25岁时，华叟以“一休”作为他的法号。典故為一休自己作的和歌：“欲从色界返空界，姑且短暂作一休，暴雨倾盘由它下，狂风卷地任它吹。”
1428年，华叟病故，34岁的一休开始雲遊民间，此時室町幕府衰弱，日益受到地方诸侯大名威脅。
1471年（文明三年），一休78岁，遇到盲女艺人森，与之相爱，之后一直照顾她。
1474年（文明六年），一休81岁时，受後土御門天皇的诏令，任大德寺第四十七代住持，以修缮因应仁之乱而荒废的寺院。他晚年住在今天京都府京田边市的酬恩庵（俗称“一休寺”）。
1481年12月12日（文明十三年十一月二十一日）卯时，一休因高烧不退而圓寂，享壽88岁。而日本此时已经进入了地方豪强混战的战国时代。
一休屬於临济宗，但與淨土真宗的法主蓮如是好友，曾持蓮如用以念佛的無量壽佛塑像當枕頭，蓮如知道了，沒有生氣，而是揶揄了一休一番，兩人大笑。
一休早年曾嚴守梵行，但后来却认为禅宗的禁欲清規虚伪，於是開始肉食、飲酒，出入青樓，对于日本佛教来说，一休既是锐意革新的圣徒，又是一个离经叛道的顛僧。十六歲開始雲游天下，漢詩、和歌號稱雙絕，自稱「淫酒淫色亦淫詩」，視佛家戒律於無物。據說作了不少描述他寻欢作乐，及后来对盲女「森」的爱情诗，可是这些诗文多是在一休死后甚久才出现，可能因为日本的许多艺术家都是一休的门徒，再加上一休行为夸张放荡，经常成為好事者之標的。
他的弟子中有不少有才华的人在和歌、连歌、茶道、和画等方面做出的重大贡献。

## 文化
- 一休宗純擅長汉诗。13岁时作《长门春草》|  | 秋荒長信美人吟，徑路無媒上苑陰。 榮辱悲歡目前事，君恩淺處草方深。 |15岁時作《春衣宿花》|  | 吟行客袖几时情，开落百花天地清。 枕上香风寐耶寤，一场春梦不分明。 |因此二詩，使其聲名大噪。
- 另外，一休的书法艺术和水墨画技艺也颇有名气。

《和靖梅下居》 
|  | 春意年年每一朵，高風夜夜月三更。 孤山曾斷名利路，慚愧詩僧吟未清。 |

## 著作
《狂云集》、《续狂云集》、《骸骨》、《自戒集》、《一休法语》和《佛鬼军》等。

## 影視中的一休宗纯
日本東映動畫出品的卡通片（中国大陸譯為《聰明的一休》，台灣直接譯為《一休和尚》，香港譯為《機靈小和尚》）描寫一休在安國寺出家的童年時代。1975年10月15日到1982年6月28日播出，共298集，播出時間長達8年之久。劇中，一休總是能以過人的機智解决複雜的難題，成為日本、中国大陸等地的兒童心目中的英雄，他在思考時盤坐用手指在头顶打转的樣子也被許多兒童仿效。
但實際上，動畫內容與史實相差甚大，僅有少部分依照流傳於民間的一休生平傳說《一休咄》，大部分則多是東映動畫編劇組自己所編的原創故事、其他高僧的公案甚至是東西方各國的機智故事張冠李戴套在一休頭上。最明顯的問題是一休其實是25歲才以悟道詩，獲得了「一休」此一別名；他童年在安國寺修行時名叫周建，因此片名其實也是完全不符合歷史。
在1994年上映的NHK大河剧《花之乱》中，奥田瑛二饰演一休宗纯。
2012年日本推出了一休電影真人版《一休和尚》。